# Kim Newcombe
Kim Newcombe, född den 2 januari 1944 i Nelson, Nya Zeeland, död den 14 augusti 1973 i Northampton, England, var en nyzeeländsk roadracingförare.

## Roardacingkarriär
Newcombe körde i 500GP och slutade tvåa i 1973 års säsong. Han avled dock samma år efter en krasch på Silverstone. Han kraschade med huvudet först i en barriär i Stowe corner och dog på sjukhuset tre dagar senare.

## Segrar 500GP
| Nr | Grand Prix  | År   |
| -- | ----------- | ---- |
| 1  | Jugoslavien | 1973 |